# Коп, Петр
Петр Коп (чеш. Petr Kop; 15 февраля 1937, Прага, Чехословацкая республика — 27 января 2017, там же, Чехия) — чехословацкий волейболист, серебряный призёр летних Олимпийских игр в Токио (1964), бронзовый призёр летних Олимпийских игр в Мехико (1968).

## Спортивная и тренерская карьера
На протяжении практически всей карьеры выступал за клуб RH Praha, лишь один провел в составе «Динамо». Также играл в итальянской волейбольной лиге за «Виртус» из Болоньи. Двукратный чемпион ЧССР (1966 и 1972), серебряный призер национального первенства Италии (1969).
Выступал в составе юношеской сборной страны по волейболу с 1954 г., в 1962 г. перешел в основной состав. Становился чемпионом мира в Чехословакии (1966), бронзовым призером — в Польше (1965). Серебряный призер европейского первенства в Турции (1967).
Двукратный призер летних Олимпийских игр: в составе национальной сборной ЧССР выиграл серебро в Токио (1964) и бронзу (1968).
По завершении игровой карьеры (1971) стал тренером по волейболу, в 1974—1979 гг. работал с женской сборной Чехословакии. В 1984—1988 гг. приводил женский клуб RH Praha к титулу чемпионок ЧССР, под его руководством клуб Knack Randstad Roeselare становился чемпионками (1989) и двукратными обладателями Кубка Бельгии (1989 и 1990), а Aero Odolena Voda — двукратными чемпионками Чехословакии (1993 и 1994).
Также окончил механический факультет, получив специальность дизайнера.

## Награды и звания
Заслуженный мастер спорта и заслуженный тренер ЧССР.